# Capilla de San José (Sevilla)
La capilla de San José de Sevilla (Andalucía, España) es un pequeño templo de estilo barroco, situado en el corazón del casco histórico de la ciudad.

## Historia
Fue levantada por el gremio de carpinteros, lo cual le llevó a un sonado pleito con el de arquitectos, pues un carpintero no tenía autorización para hacer los planos de una edificación. Realizada en dos etapas, entre los años 1699 y 1766, sus trazas y su construcción se deben a la intervención sucesiva de dos grandes maestros de la época: Pedro Romero, que levanta el núcleo principal de la nave, y Esteban Paredes, que se ocupa de la capilla mayor y la portada de los pies.
El 12 de mayo de 1931, a las 4 de la madrugada, la capilla fue asaltada, saqueada e incendiada, durante las revueltas sociales tras la proclamación de la II República.
Bien de interés cultural, sus valores arquitectónicos y artísticos fueron muy pronto reconocidos y valorados oficialmente, ya que su catalogación como monumento fue publicado por La Gaceta de Madrid en el año 1912. Desde 1916 es de los capuchinos franciscanos.
Goza de las mismas gracias que la Archibasílica de San Juan de Letrán en Roma.

## Descripción de la capilla
Se trata de una pequeña y singular iglesia de planta rectangular, que se configura en planta mediante una sola nave con un pequeño crucero.

### Portadas

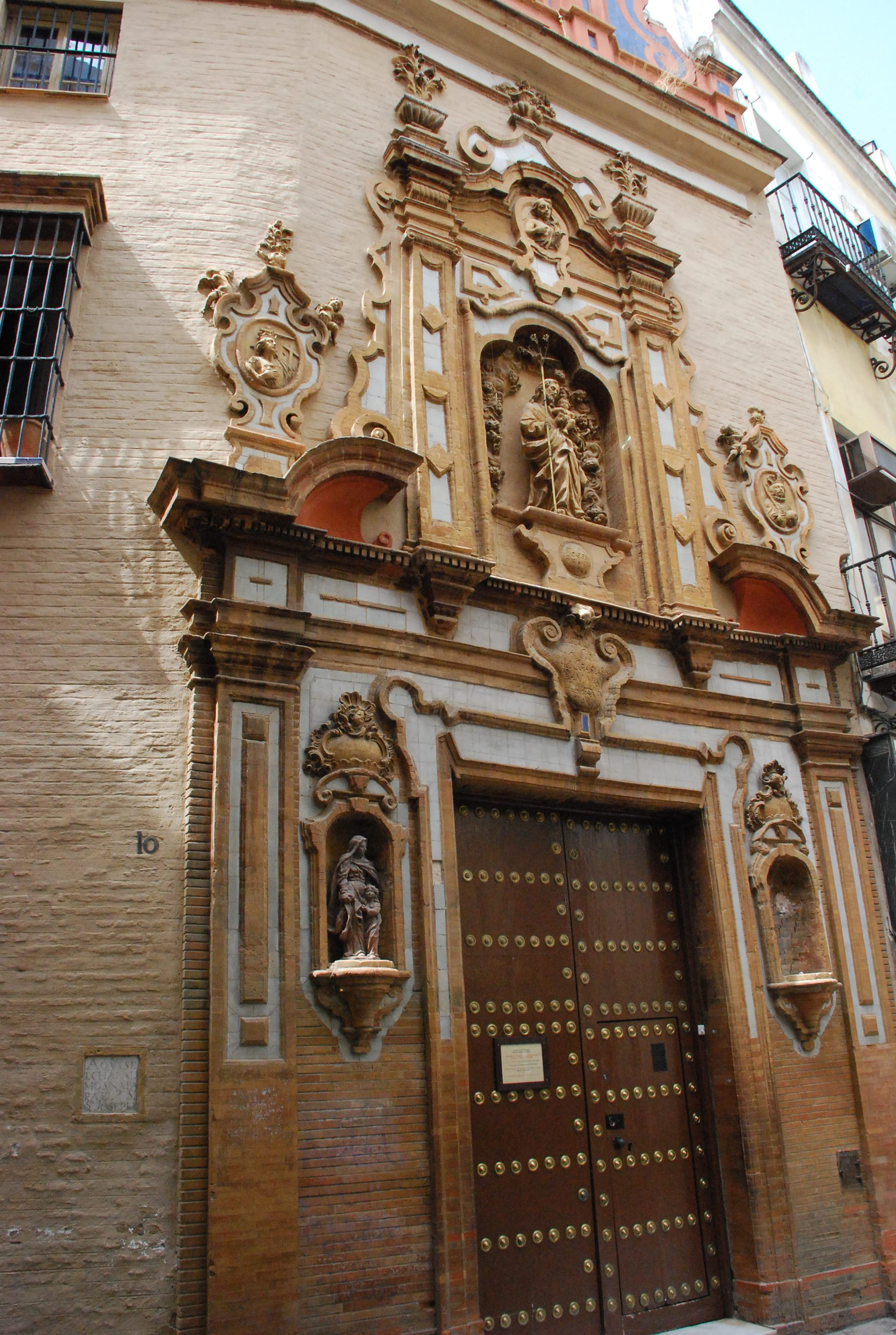
Portada principal

Su portada de los pies es muy vistosa y espectacular. Estrecha y de poca altura, está realizada toda ella en ladrillo aplantillado y organizada en dos cuerpos; profusamente decorada con elementos de azulejería y esculturas siguiendo los cánones barrocos del momento, donde sobresale la hornacina central realizada según diseño del año 1716 de Lucas Valdés, y que aloja la imagen de su titular, San José.
En la portada lateral, también de marcado acento barroco en su diseño y decoración, destaca la representación de los Desposorios de la Virgen en la hornacina que corona la puerta. En esta fachada lateral existe un reloj de sol en igual estilo a la puerta.

### Interior
Interiormente la capilla de San José se cubre en su nave con bóveda de cañón con lunetos, mientras que la capilla mayor lo hace mediante una cúpula de planta elíptica que se remata por una linterna ciega. A lo largo de sus muros presenta interesantes retablos barrocos y pinturas murales del mismo siglo XVIII.
El retablo mayor es de estilo barroco de Sevilla. Fue realizado por el escultor portugués Cayetano de Acosta.
El retablo de Santa Ana y los Desposorios de la Virgen es de estilo barroco. Está formado por dos columna salomónica que sustentan un arco de medio punto.